# Al di là del ponte
Al di là del ponte (Across the Bridge) è un film britannico del 1957 diretto da Ken Annakin.
Il film è basato sul racconto Across the Bridge di Graham Greene pubblicato nel 1947.

## Trama
La straordinaria somiglianza fra il killer Paul Scarff, che di recente ha assassinato un governatore messicano, ed è ricercato, con una forte taglia, entro i confini del paese latinoamericano, e il finanziere britannico Carl Schaffner, anch'egli ricercato da Scotland Yard e dall'FBI per un grave ammanco di denaro a lui ascrivibile, è ciò che permette a quest'ultimo – opportunamente truccato e con addosso le vesti del sicario - di varcare il confine statunitense, e di recarsi – per quanto avventurosamente – da New York, ove si trova per affari, alla cittadina (immaginaria) di Catrina, poco oltre la frontiera, in Messico, da dove è certo di non venire facilmente istradato.
Ma una volta giuntovi i problemi per lui sono solamente all'inizio. Innanzitutto fatica a dimostrare di non essere il ricercato Paul Scarff, e, quando vi riesce, il locale capo della polizia, corrotto, gli mette i bastoni fra le ruote e cerca di estorcergli quanto più denaro possibile. Schaffner si trae inizialmente d'impaccio permettendo la cattura di Scarff, che si trova, ferito, in una località statunitense a lui nota, solo per venire a scoprire - quando il cadavere del killer, ucciso in uno scontro a fuoco con la polizia americana, viene rimpatriato -, che Scarff, implicato nelle lotte di potere che hanno molta presa nella società del posto, è localmente considerato un eroe.
Di conseguenza Schaffner si trova ostracizzato da tutti gli abitanti di Catrina, adulti e persino bambini, e perseguito dall'agente delle forze dell'ordine britanniche che tenta, per quanto possibile all'interno delle leggi internazionali, di convincere la polizia locale a far sì che il finanziere oltrepassi la linea di confine e rientri negli Stati Uniti, dove potrà essere alla fine arrestato. 
Schaffner, nel corso della sua odissea, si era affezionato alla simpatica cagna Dolores (che, paradossalmente, apparteneva a Scarff), che l'aveva pure salvato dal morso di un pericoloso scorpione nel deserto messicano. L'agente di Scotland Yard intuisce che questo fatto avrebbe potuto essere fondamentale per la cattura di Schaffner: egli si imbatte fortuitamente nel cane Dolores e lo lega ai contrafforti di un ponte di confine fra Stati Uniti e Messico, qualche metro all'interno della parte statunitense.
Schaffner, udendo i disperati latrati di Dolores, una notte si avventura, strisciando, sul ponte, nel tentativo di recuperare l'animale, e lo libera, slegandolo: la polizia americana e britannica si allerta e raggiunge Schaffner. Non è possibile arrestarlo, però, perché l'auto delle forze dell'ordine, nella concitazione della manovra, investe il finanziere, che muore. Dolores appoggia il suo muso compassionevole e dolente sul cadavere del suo amico umano.